# 盧淑英
盧淑英（1993年1月28日—），朝鮮女子籃球運動員，司職中鋒。代表朝鮮女籃出戰2015年亞洲女子籃球錦標賽及2017年亞洲盃女子籃球賽，2015年亞錦賽的身手使國際籃球總會稱她為朝鮮隊最亮眼的新星，2017年亞洲杯她場均貢獻20.2分、6.2籃板、3.3助攻，賽會中場均得分第一，獲得了得分王的榮譽。2018年亞洲運動會女籃比賽，朝、韓共組了聯隊，她是三名入選聯隊的朝鮮選手之一，也擔任隊中得分主力，助聯隊贏得銀牌。

## 外部連結
- 盧淑英於2015年亞錦賽的賽事紀錄 （页面存档备份，存于）
- 盧淑英於2017年亞洲杯的賽事紀錄 （页面存档备份，存于）